# 塞克斯圖斯·恩丕里柯

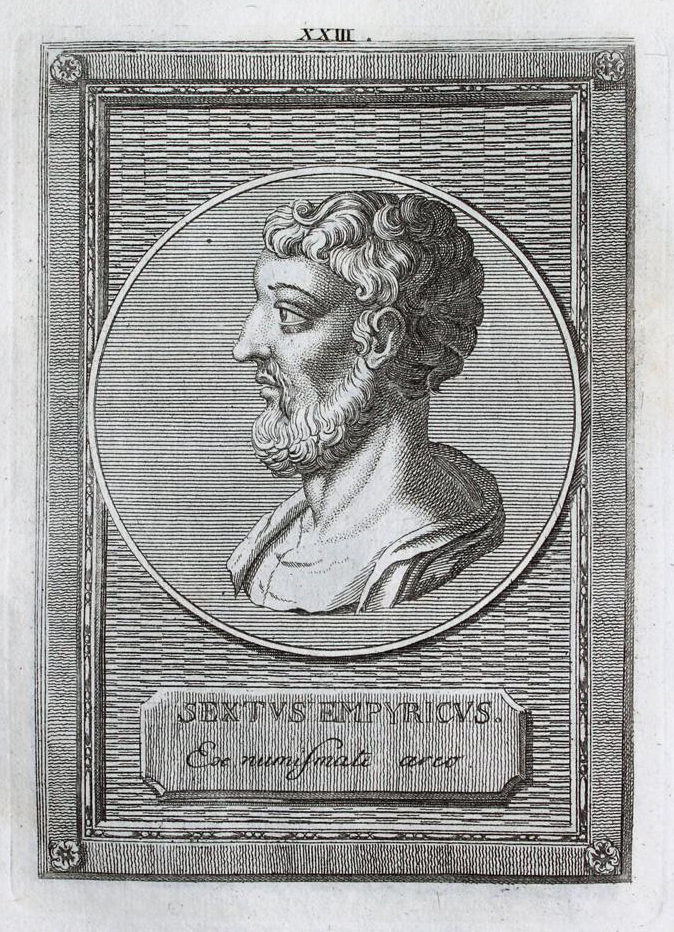
塞克斯圖斯·恩丕里柯

塞克斯圖斯·恩丕里柯（希臘語：Σέξτος Ἐμπειρικός，英語：Sextus Empiricus，160年—210年），希臘醫生與哲學家，也可能是羅馬人。懷疑論者，主張：若任何人宣稱有標準能判斷真理，如果那標準未經檢驗，如何能以之判斷；又如果那標準已經過驗證，又是以何為準驗證的？因此，恩丕里柯認為無法找到足夠的標準來驗證真理。

## 作品
恩丕里柯現存的著作有三本是關於皮浪主義的大綱，還有《對抗數學家（Pros mathematikous）》，通常被稱為《對抗教授（Against the Professors）》，對抗教授前六集的標題是《| 對抗語法學家》、《II 對抗修辭學家》、《III 對抗幾何學》、《IV 對抗算數家》、《V 對抗占星家》、《VI 對抗音樂家》。